# Обероффен-сюр-Модер
Обероффен-сюр-Моде́р (фр. Oberhoffen-sur-Moder) — коммуна на северо-востоке Франции в регионе Гранд-Эст (бывший Эльзас — Шампань — Арденны — Лотарингия), департамент Нижний Рейн, округ Агно-Висамбур, кантон Бишвиллер.
Площадь коммуны — 14,25 км², население — 3101 человек (2006) с тенденцией к росту: 3419 человек (2013), плотность населения — 239,9 чел/км².

## Население
Население коммуны в 2011 году составляло 3347 человек, в 2012 году — 3390 человек, а в 2013-м — 3419 человек.
| 1962 | 1968 | 1975 | 1982 | 1990 | 1999 | 2006 | 2008 | 2011 | 2012 | 2013 |
| ---- | ---- | ---- | ---- | ---- | ---- | ---- | ---- | ---- | ---- | ---- |
| 2239 | 2349 | 2459 | 2711 | 2930 | 2944 | 3101 | 3189 | 3347 | 3390 | 3419 |

Динамика населения:

## Экономика
В 2010 году из 2265 человек трудоспособного возраста (от 15 до 64 лет) 1731 были экономически активными, 534 — неактивными (показатель активности 76,4 %, в 1999 году — 73,5 %). Из 1731 активных трудоспособных жителей работали 1608 человек (844 мужчины и 764 женщины), 123 числились безработными (58 мужчин и 65 женщин). Среди 534 трудоспособных неактивных граждан 145 были учениками либо студентами, 240 — пенсионерами, а ещё 149 — были неактивны в силу других причин.

## Достопримечательности (фотогалерея)

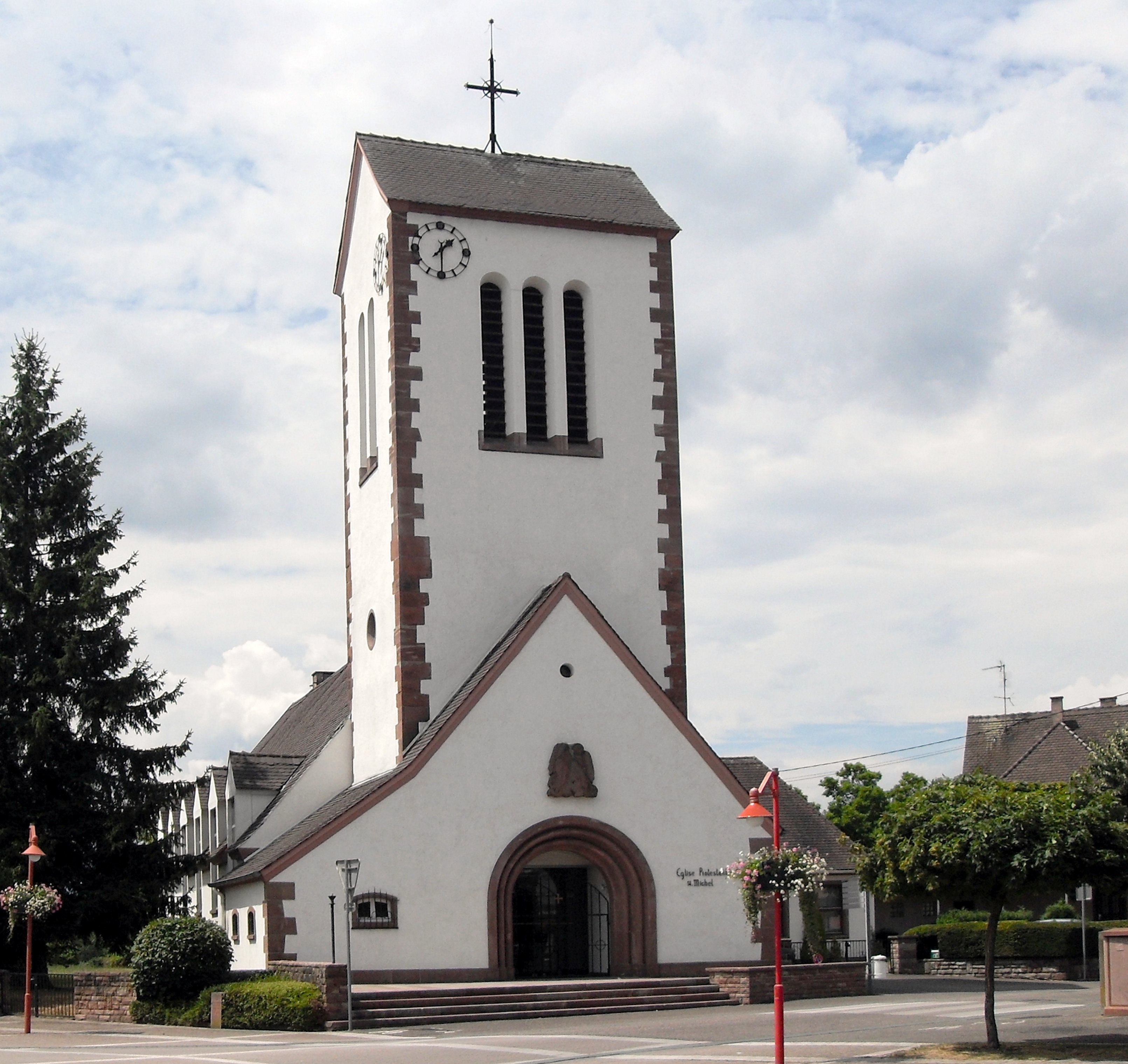
Протестантская церковь
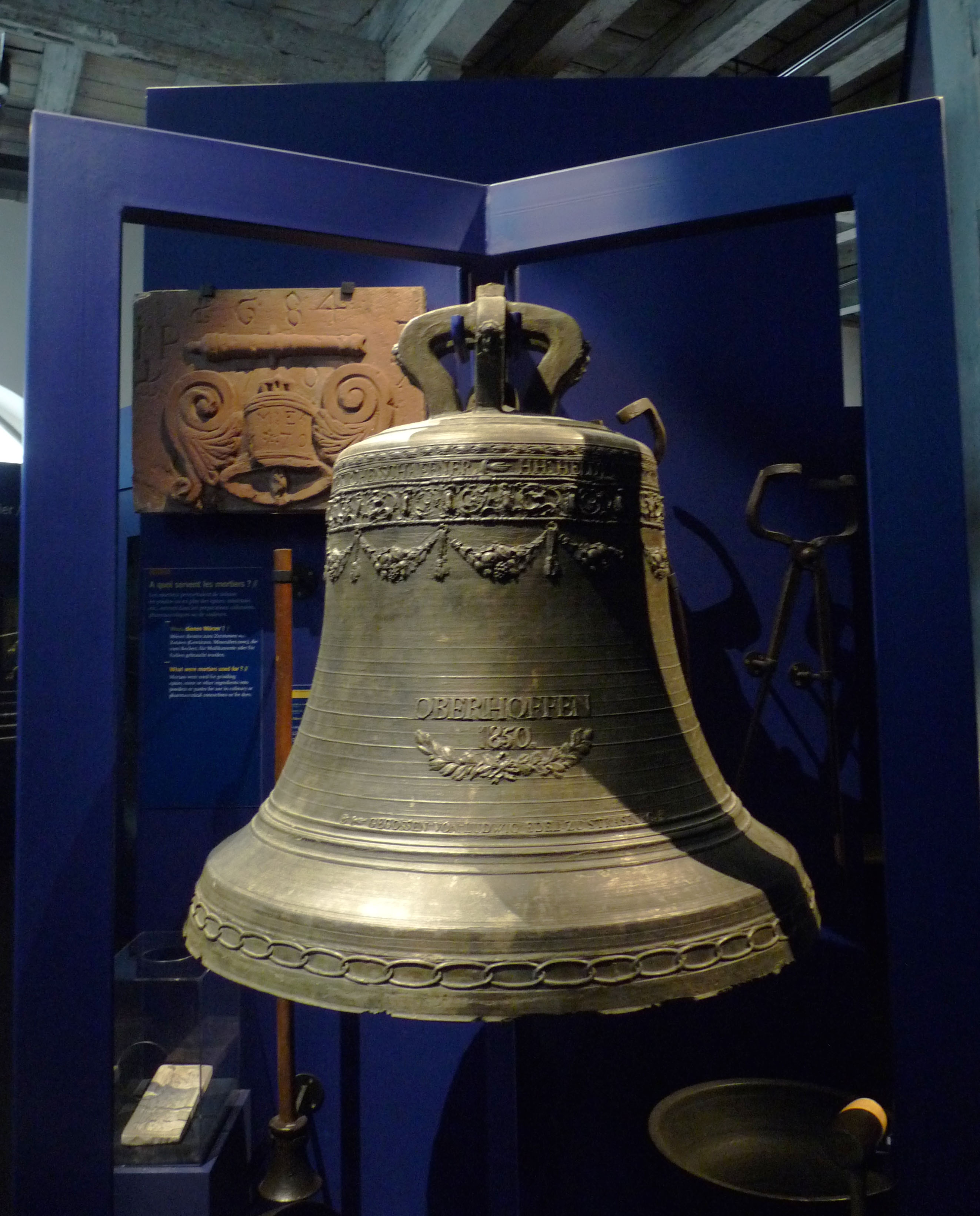
Колокол (1850)